# Cyrtopodium schargellii
Cyrtopodium schargellii är en orkidéart som beskrevs av G.A.Romero, Aymard och Germán Carnevali. Cyrtopodium schargellii ingår i släktet Cyrtopodium, och familjen orkidéer. Inga underarter finns listade i Catalogue of Life.